# Fusion FM
 (juillet 2017).
Si vous disposez d'ouvrages ou d'articles de référence ou si vous connaissez des sites web de qualité traitant du thème abordé ici, merci de compléter l'article en donnant les références utiles à sa vérifiabilité et en les liant à la section « Notes et références ».
Fusion FM est une station de radio musicale régionale française de catégorie B, basée à Diou, dans le département de l'Allier. La station est constituée de plusieurs fréquences qui lui permettent de proposer localement des décrochages spécifiques, et cela dans les secteurs de l'Allier (Moulins, Vichy, Montluçon), du Puy-de-Dôme (Thiers, Clermont-Ferrand, Saint-Gervais-d'Auvergne), de la Saône-et-Loire (Digoin, Gueugnon et Cluny) et de la Nièvre (Luzy).
La station peut aussi être captée depuis le Cher et la Loire.

## Historique
La radio est gérée par l’association Besbre et Loire FM, créée en janvier 1985. La station émet pour la première fois en juin 1986 sous le nom "Besbre et Loire FM" en tant que radio de catégorie A (radio associative).
Le 23 septembre 1997 est mis en service la 2e fréquence : 91.3, pour Diou.
La radio change de nom et devient "Fusion FM" en janvier 2001.
Fin 2006, Fusion FM rejoint le GIE Les Indés Radios et devient une radio commerciale indépendante de catégorie B.
Le 8 juin 2011, la station arrive à Montluçon (99.4), la 2ème ville la plus importante de l'Allier.
En 2013, elle débarque dans le département frontalier du Puy-de-Dôme avec une fréquence à Saint-Gervais-d'Auvergne (89.8). L'année suivante, Fusion FM arrive à Thiers (95.9).
En 2014, Fusion FM gagne une nouvelle fréquence, le 94.7 à Gueugnon et débute ainsi son extension en Bourgogne et plus précisément dans le département frontalier de la Saône-et-Loire, qui pouvait déjà la recevoir grâce au 95.9 (Bourbon-Lancy / Digoin). Elle continuera en 2017 avec l'arrivée de la station diouxoise à Cluny (94.3). Ces arrivées ont été permises grâce à l'abandon de ces fréquences par les radios associatives Radio Cactus et Club Altitude.
A la fin de l'année 2021, la station quitte ses anciens locaux du chemin de Bellevue pour le centre-ville diouxois, au 3 route de Gilly.
En décembre 2023, Fusion FM commence à émettre sur Clermont-Ferrand en FM (94.0), quelques mois après avoir démarré en DAB+ sur le multiplex Clermont-Ferrand Local (canal 6B).
Le 20 août 2024, Fusion FM débarque dans la petite ville nivernaise frontalière avec la Saône-et-Loire, Luzy (99.1).
Entre septembre 2023 et juillet 2024, un sondage Médialocales a démontré que la station est suivie chaque jour par environ 30 000 auditeurs.
Le 14 juin 2025 paraît au Journal Officiel l'autorisation d'émettre pour la nouvelle fréquence du Creusot (89.5).

## Identité de la station

### Objectif
L'objectif principal de Fusion FM est de participer à l’animation de la vie locale en Auvergne et dans le Sud de la Bourgogne.

### Siège
Le siège social de la radio est situé à Diou, département de l'Allier.

## Programmation
Fusion FM diffuse un format musical Top 40 avec des "golds" (titres des années 80/90/2000), entrecoupé de flashs d'information locaux et nationaux, de chroniques et de publicités. 

## Diffusion
La modulation de fréquence permet à Fusion FM de pouvoir être entendue dans les secteurs géographiques suivants : 
- Lapalisse (87.9)
- Saint-Gervais-d'Auvergne / Riom (89.8)
- Dompierre-sur-Besbre / Diou (91.3)
- Vichy / Cusset (94.2)
- Moulins / Yzeure (94.3)
- Cluny (94.3)
- Gueugnon / Montceau-les-Mines (94.7)
- Bourbon-Lancy / Digoin (95.9)
- Thiers (95.9)
- Montluçon / Commentry (99.4)
- Clermont-Ferrand (94.0)
- Le Creusot (89.5)
- Luzy (99.1)

Fusion FM est également disponible en DAB+ sur Clermont-Ferrand depuis juin 2023 sur le canal 6B (multiplex Clermont-Ferrand Local) et dès 2025 au Creusot et Chalon-sur-Saône sur le canal 8D (multiplex Chalon-sur-Saône Local). Il est aussi prévu qu'elle figurera sur le multiplex local de Nevers, mais ni le numéro de canal ni la date de lancement n'a pour le moment été déterminé.
On peut également écouter Fusion FM sur son site internet et son application mobile.

## Pour compléter